# マウントレイル郡 (ノースダコタ州)
マウントレイル郡（英: Mountrail County）は、アメリカ合衆国ノースダコタ州の北西部に位置する郡である。2010年国勢調査での人口は7,673人であり、2000年の6,631人から15.7％増加した。郡庁所在地はスタンレー市（人口1,458人）であり、同郡で人口最大の自治体はニュータウン市（人口1,925人）である。

## 歴史
マウントレイル郡は、まず1873年にダコタ準州議会が創設したが、郡域は今日のものとは異なり、ミズーリ川からカナダとの国境にまで広がっていた。1889年にノースダコタが州に昇格したときまで郡として残っていたが、1892年にノースダコタ州議会が隣接するウォード郡に全領域を含ませることを承認したために、一旦廃止された。1908年11月3日にウォード郡で行われた一般選挙で、異なる領域でマウントレイル郡を再設立するかという議案が問われた。その投票結果は賛成4,207票対反対4,024票となり、郡設立に賛成となったが、ノースダコタ州検事総長が州務長官に投票結果の有効性について訴訟を行い、1909年にノースダコタ州最高裁判所が投票結果を確認するまで郡の設立は先延ばしされた。

## 地理
アメリカ合衆国国勢調査局に拠れば、郡域全面積は1,941平方マイル (5,027 km2)であり、このうち陸地は1,824平方マイル (4,724 km2)、水域は117平方マイル (303 km2)で水域率は6.04％である。

### 主要高規格道路
- アメリカ国道2号線
- ノースダコタ州道8号線
- ノースダコタ州道23号線
- ノースダコタ州道31号線
- ノースダコタ州道1804号線

### 隣接する郡
- バーク郡 - 北
- ウォード郡 - 東
- マクレーン郡 - 南東
- ダン郡 - 南
- マッケンジー郡 - 南西
- ウィリアムズ郡 - 西

### 国立保護地域
- ロストウッド国立野生生物保護区（部分）
- シェル湖国立野生生物保護区

## 人口動態
以下は2000年の国勢調査による人口統計データである。
| 基礎データ - 人口: 6,631人 - 世帯数: 2,560 世帯 - 家族数: 1,753 家族 - 人口密度: 1人/km2（4人/mi2） - 住居数: 3,438軒 - 住居密度: 1軒/km2（2軒/mi2） 人種別人口構成 - 白人: 65.99% - アフリカン・アメリカン: 0.09% - ネイティブ・アメリカン: 29.98% - アジア人: 0.21% - 太平洋諸島系: 0.05% - その他の人種: 0.26% - 混血: 3.42% - ヒスパニック・ラテン系: 1.31% 先祖による構成 - ノルウェー系：37.1％ - ドイツ系：15.4％ 年齢別人口構成 - 18歳未満: 28.1% - 18-24歳: 6.8% - 25-44歳: 23.2% - 45-64歳: 24.2% - 65歳以上: 17.7% - 年齢の中央値: 40歳 - 性比（女性100人あたり男性の人口） - 総人口: 96.8 - 18歳以上: 95.1 | 世帯と家族（対世帯数） - 18歳未満の子供がいる: 31.8% - 結婚・同居している夫婦: 51.8% - 未婚・離婚・死別女性が世帯主: 11.8% - 非家族世帯: 31.5% - 単身世帯: 28.5% - 65歳以上の老人1人暮らし: 14.6% - 平均構成人数 - 世帯: 2.53人 - 家族: 3.09人 収入と家計 - 収入の中央値 - 世帯: 27,098米ドル - 家族: 31,864米ドル - 性別 - 男性: 24,750米ドル - 女性: 20,844米ドル - 人口1人あたり収入: 13,422米ドル - 貧困線以下 - 対人口: 19.3% - 対家族数: 14.0% - 18歳未満: 23.4% - 65歳以上: 18.3% |

## 経済
バーク郡の主要経済は農業と石油である。ノースダコタ州西部の郡と同様にウィリストン盆地のバーケン地層が露出しており、石油の埋蔵が見込まれている。

## 都市と町

### 都市
- ニュータウン
- パレルモ
- パーシャル
- プラザ
- ロス
- スタンレー - 郡庁所在地
- ホワイトアース

注: ノースダコタ州の法人化された自治体は、その大きさに拠らず全て「市」になる

### その他の町
- ベルデン
- ロストウッド
- ランズバレー
- オールドサニッシュ
- タガス

### 郡区
| - アルジャー - オースティン - バナー - ビッカー - ビッグベンド - ブルックバンク - バーク - クリアウォーター - コットンウッド - クレーンクリーク - クロウフット - デビング - イーガン - ファータイル - ハウイー - アイダホ - ジェイムズヒル | - キカプー - ナイフリバー - リバティ - ロストウッド - ローランド - マニトウ - マカーモンド - マクガハン - モデル - マウントレイル - マートル - オークランド - オズボーン - オスロ - パレルモ - パーシャル - プラザ | - パワーズ - パワースレイク - パーセル - ラットレイク - レドモンド - ロス - シェル - シドニア - サイクス - ソークネス - スプリングクーリー - ステイブ - ヴァンフック - ワイゼッタ - ホワイトアース |